# Acacia porcata
Acacia porcata är en ärtväxtart som beskrevs av P.I.Frost. Acacia porcata ingår i släktet akacior, och familjen ärtväxter. Inga underarter finns listade i Catalogue of Life.